# 嘉祥
嘉祥（かしょう/かじょう、旧字体：嘉祥󠄀）は、日本の元号の一つ。承和の後、仁寿の前。848年から851年までの期間を指す。この時代の天皇は仁明天皇、文徳天皇。

## 改元
- 承和15年6月13日（ユリウス暦848年7月16日）：改元。
  - 豊後国大分郡の寒川（現在の大分川）で捕獲された白亀が献上されたことを大瑞として改元された（『続日本後紀』）。
- 嘉祥4年4月28日（ユリウス暦851年6月1日）：仁寿に改元。

## 嘉祥期に起きた出来事
元年
- 9月：長年大宝を鋳造する。

2年
- 4月5日：諸国の穀価を改める。

3年
- 3月19日：仁明天皇、文徳天皇に譲位。
- 3月21日：仁明上皇崩御。

## 西暦との対照表
※は小の月を示す。
| 嘉祥元年（戊辰） | 一月※    | 二月※ | 三月  | 四月※ | 五月※ | 六月  | 七月※ | 八月  | 九月  | 十月  | 十一月※ | 十二月  |          |
| ---------------- | -------- | ----- | ----- | ----- | ----- | ----- | ----- | ----- | ----- | ----- | ------- | ------- | -------- |
| ユリウス暦       | 848/2/9  | 3/9   | 4/7   | 5/7   | 6/5   | 7/4   | 8/3   | 9/1   | 10/1  | 10/31 | 11/30   | 12/29   |          |
| 嘉祥二年（己巳） | 一月     | 二月※ | 三月※ | 四月  | 五月※ | 六月※ | 七月  | 八月※ | 九月  | 十月  | 十一月※ | 十二月  | 閏十二月 |
| ユリウス暦       | 849/1/28 | 2/27  | 3/28  | 4/26  | 5/26  | 6/24  | 7/23  | 8/22  | 9/20  | 10/20 | 11/19   | 12/18   | 850/1/17 |
| 嘉祥三年（庚午） | 一月     | 二月※ | 三月※ | 四月  | 五月※ | 六月※ | 七月  | 八月※ | 九月  | 十月※ | 十一月  | 十二月  |          |
| ユリウス暦       | 850/2/16 | 3/18  | 4/16  | 5/15  | 6/14  | 7/13  | 8/11  | 9/10  | 10/9  | 11/8  | 12/7    | 851/1/6 |          |
| 嘉祥四年（辛未） | 一月     | 二月※ | 三月  | 四月※ | 五月  | 六月※ | 七月※ | 八月  | 九月※ | 十月  | 十一月※ | 十二月  |          |
| ユリウス暦       | 851/2/5  | 3/7   | 4/5   | 5/5   | 6/3   | 7/3   | 8/1   | 8/30  | 9/29  | 10/28 | 11/27   | 12/26   |          |